# Leopold Pfaff
Leopold Pfaff (* 12. November 1837 in Hermannstadt, Siebenbürgen; † 2. Dezember 1914 in Landstraße (Wien)) war ein österreichischer Jurist.

## Leben
Nach der Matura in seiner Heimatstadt studierte er von 1854 bis 1858 an der juristischen Fakultät der Universität Wien und wurde 1860 zum Dr. iur. promoviert. Nach der Habilitation 1861 kehrte er in seine Geburtsstadt zurück, wo er zunächst als Supplent und ab November 1862 als ordentlicher Professor für römisches Recht und Lehensrecht an der Siebenbürgisch-Sächsischen Rechtsakademie Hermannstadt lehrte. 1869 folgte er dem Ruf an die Universität Innsbruck als Ordinarius für römisches und österreichisches Zivilrecht. 1871/72 war er Dekan der juristischen Fakultät. Auf die Lehrkanzel für österreichisches Zivilrecht an der Universität Wien wurde er 1872 als Nachfolger seines Lehrers Joseph Unger berufen. 1880–1888 saß er im Senat der Universität Wien. Das Corps Athesia Innsbruck verlieh ihm 1885 den Ehrenbierzipfel. 1898 wurde er ständiges Mitglied vom Reichsgericht. Erkrankt trat er 1905 mit 68 Jahren in den Ruhestand. Er wurde am Hietzinger Friedhof bestattet. Das Grab ist bereits aufgelassen.

## Schriften
- Geld als Mittel pfandrechtlicher Sicherstellung, insbesondere das so sogenannte pignus irregulare. Wien 1868.
- mit Franz Hofmann: Commentar zum österreichischen allgemeinen bürgerlichen Gesetzbuche. 2 Bde. Manz, Wien 1877–1887.
- mit Antonín Randa und Emil Strohal: Drei Gutachten über die beantragte Revision des 30 Hauptstückes im II. Theile des a. b. Gesetzbuches. Dem österreichischen Advocatentage erstattet. Wien 1880, OCLC 603261122.
- Zur Lehre von Schadenersatz und Genugthuung nach österreichischem Recht. Ein Gutachten dem österreichischen Advocatentage erstattet. Wien 1880, OCLC 752385713.
- Josef Krainz: System des österreichischen Privatrechts. Aus dessen Nachl. hrsg. u. red. von Leopold Pfaff. Wien 1885–1889.
- Die Veröffentlichung des Urentwurfs und der Berathungsprotokolle des österr. allgem. bürgerl. Gesetzbuches durch Herrn Dr. Julius Ofner. Wien 1889.
- Zur Entstehungsgeschichte des westgalizischen Gesetzbuchs. Wien 1890.
- Rede auf Franz von Zeiller gehalten am 26. April 1891 bei der Enthüllung der in den Universitäts-Arkaden aufgestellten Büste Zeillers. Wien 1891.
- Die Clausel: Rebus sic stantibus in der Doctrin und der österreichischen Gesetzgebung. Stuttgart 1898, OCLC 839909114.
- Die Potioris Nominatio im österreichischen Vormundschaftsrecht. Wien 1902.
- Zur Entstehungsgeschichte der Marginalrubriken im österreichischen ABGB. Wien 1906.